# Antonio Sivera
Antonio Sivera Salvá (Jávea, Alicante, España; 11 de agosto de 1996) es un futbolista español que juega en la posición de portero en el Deportivo Alavés de la Primera División de España. Fue campeón de Europa sub-19 y sub-21 con la selección de España como guardameta titular.

## Trayectoria
Empezó a jugar  en las categorías inferiores del CD Jávea, hasta que en categoría cadete fue fichado por el Hércules CF y tras dos temporadas en el club alicantino a la edad de juvenil se unió a las filas del Valencia CF.
En el Hércules CF, pese a su edad de cadete, era el portero titular del juvenil División de Honor. Tras demostrar sus grandes cualidades en Alicante, el Valencia CF lo fichó. En la temporada 2013-14 fue convocado en dos ocasiones por el Valencia Mestalla, donde hizo su debut el 10 de noviembre de 2013 frente al Elche Ilicitano, con derrota por 3-1 correspondiente a la jornada 13. Su segundo y último partido con el Valencia Mestalla esa temporada fue el 4 de mayo de 2014, frente al Espanyol B, partido fuera de casa, que terminó con derrota por 4-2.
El 8 de diciembre de 2013, tras lesionarse Vicente Guaita, fue convocado por primera vez con el primer equipo del club ché, para el partido correspondiente a la cuarta ronda de la Copa del Rey, frente al Gimnàstic de Tarragona, pero no llegó a debutar.
En la temporada 2014-15, siguió siendo el portero titular del Valencia Juvenil y entrenando con el Valencia Mestalla, ganando la liga juvenil de División de Honor de Valencia. Tan solo disputó un encuentro con el Valencia Mestalla, correspondiente a la jornada 12, partido en casa, frente al Villarreal B, con victoria por 1-0.
En la temporada 2017-18, estuvo en la concentración del Valencia CF, después de haber disputado partidos de pretemporada y debutar con el primer equipo, el miércoles 19 de julio de 2017, Antonio Sivera ficha por el Deportivo Alavés por cuatro temporadas.
En las temporadas 2017-18 y 2018-19 fue el arquero suplente del Deportivo Alavés, por detrás del titular Fernando Pacheco.
El 13 de enero de 2020, el Deportivo Alavés anunció su cesión a la Unión Deportiva Almería hasta final de temporada.
En la temporada 2020-21, Antonio Sivera vuelve de la cesión al Deportivo Alavés.

## Selección nacional
Fue convocado para disputar el Campeonato Europeo de la UEFA Sub-19 2015, resultando campeón. Repitió el título europeo en la Eurocopa Sub-21 de 2019, donde acumuló 8 internacionalidades con la sub-21.

## Clubes
| Club                | País   | Año              | Partidos | Goles |  |
| ------------------- | ------ | ---------------- | -------- | ----- |  |
| Valencia Juvenil    | España | 2014-2015        | 17       | 12    |  |
| Valencia Mestalla   | España | 2014-2017        | 48       | 52    |  |
| Deportivo Alavés    | España | 2017             |          |       |  |
| UD Almería (cedido) | España | 2019             | 2        | 5     |  |
| Deportivo Alavés    | España | 2020-actualmente | 52       | 5     |  |

### Selecciones
Actualizado al último partido jugado el 20 de julio de 2015.
| Selección            | Temporada     | Europeo | Europeo |  |
| Selección            | Temporada     | Part.   | Goles   |  |
| -------------------- | ------------- | ------- | ------- |  |
| Sub-19 Sub-21 España | 2015          | 8       | 5       |  |
| Sub-19 Sub-21 España | 2019          | 8       | 4       |  |
| Sub-19 Sub-21 España | Total sel.    | 8       | 5       |  |
| Total carrera        | Total carrera | 16      | 9       |  |

## Palmarés

### Campeonatos internacionales
| Título          | Equipo | Sede   | Año  |
| --------------- | ------ | ------ | ---- |
| Europeo Sub-19  | España | Grecia | 2015 |
| Eurocopa Sub-21 | España | Italia | 2019 |

### Distinciones individuales
| Distinción                                       | Año     |
| ------------------------------------------------ | ------- |
| Seleccionado en el Once de Oro del Fútbol Draft. | 2016    |
| MVP Glorioso del Deportivo Alavés.               | 2023-24 |